# ألتدورف (سويسرا)
ألتدورف (بالألمانية: Altdorf) هي بلدية وعاصمة لكانتون أوري في سويسرا.

## المدن التوأمة
- آلتدورف نزديك نورنبرغ،  ألمانيا

## أعلام
- ماركوس زبيرج
- برونو ريسي
- بيت زبيرج